# سامسونگ اس‌جی‌اچ-تی۲۱۹
سامسونگ اس‌جی‌اچ-تی۲۱۹ یک‌نمونه از گوشی‌های تلفن همراه سری T شرکت سامسونگ می باشد که توسط همین شرکت به بازار عرضه شده‌است.